# Болгарсько-в'єтнамські відносини
Болга́рсько-в'єтна́мські відно́сини — двосторонні міжнародні відносини між Болгарією та В'єтнамом. Дипломатичні відносини встановлено 9 лютого 1950. У Болгарії є посольство в Ханої. У В'єтнаму є посольство в Софії.

## Співпраця
2006 року уряд Болгарії погодився на план співпраці щодо охорони здоров'я з В'єтнамом. Дворічний план включав співпрацю в багатьох підгалузях, перш за все публічній охороні здоров'я, стаціонарному та амбулаторному лікуванні, безпеці їжі та медичній освіті.